# Basananthe pubiflora
Basananthe pubiflora är en passionsblomsväxtart som beskrevs av De Wille. Basananthe pubiflora ingår i släktet Basananthe och familjen passionsblomsväxter. Inga underarter finns listade i Catalogue of Life.